# Liste des phares de Norvège

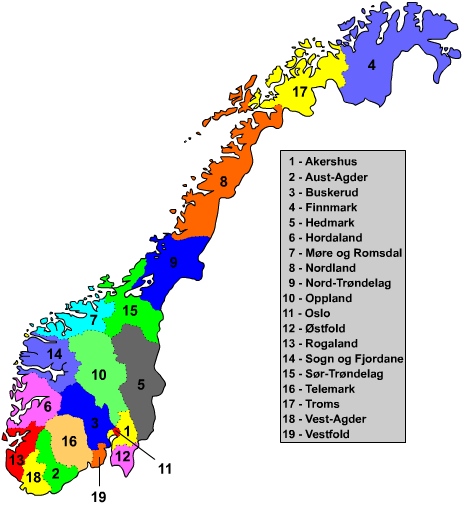
Comtés de Suède

Liste des phares de Norvège : La Norvège est l'une des nations les plus maritimes du monde. Le pays est long et étroit, avec des vallées noyées appelées fjords qui amènent la mer loin à l'intérieur des terres dans la plupart des régions. La côte continentale est estimée à 2.650 km de long, et quand toutes les îles sont comptées, la côte totale approche un étonnant 60.000 km.
Les aides à la navigation sont gérées par l'Administration côtière norvégienne (Kystverket ), une agence du ministère des transports et des communications. .
Certains phares sont classés au patrimoine cultuel et historique par le Riksantikvaren (avec *).

## Svalbard
- Phare de Vestpynten
- Phare d'Akseløya
- Phare d'Heerodden

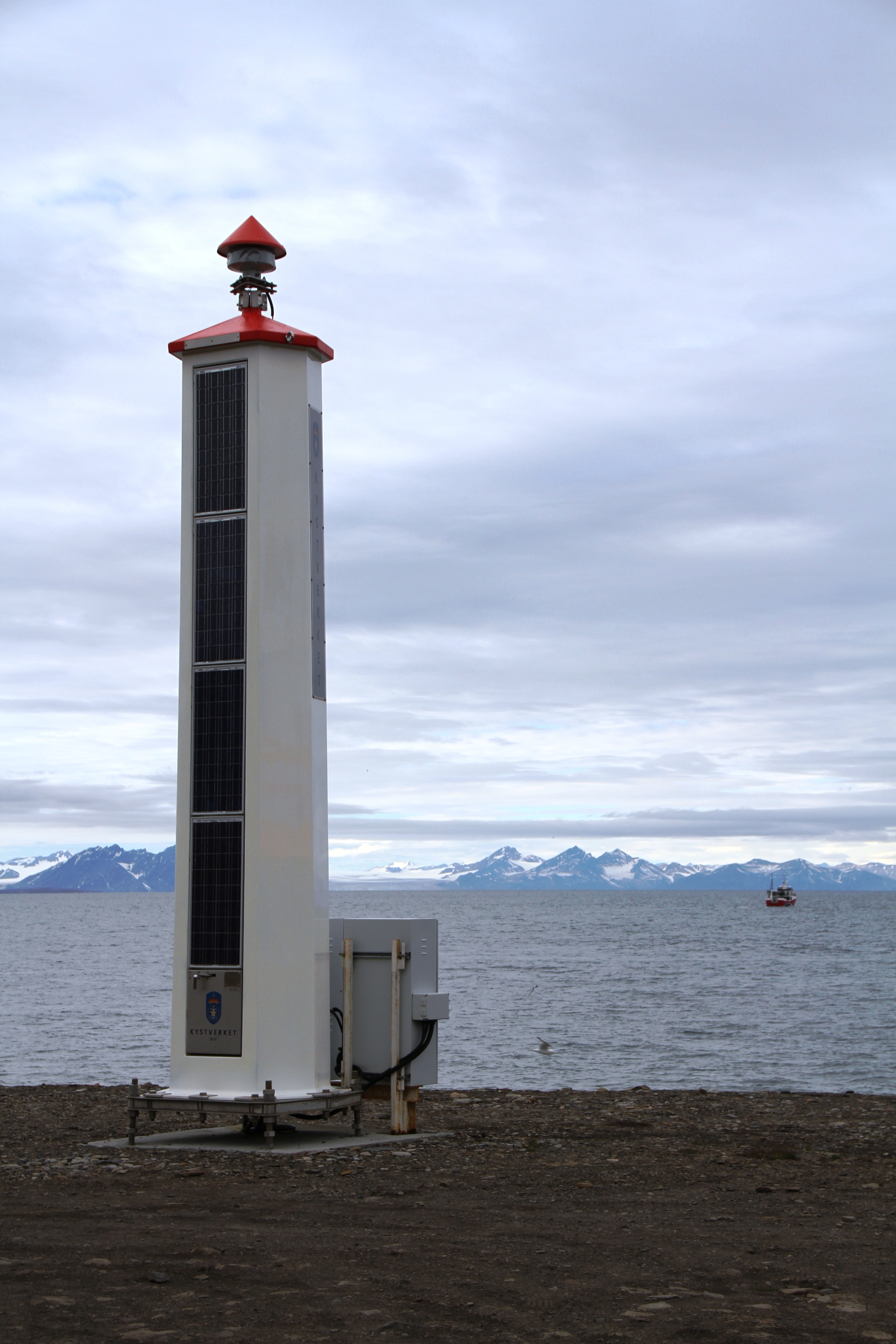
Vestpynten

- Station polaire polonaise d'Hornsund :
  - Phare d'Hornsund

## Finnmark

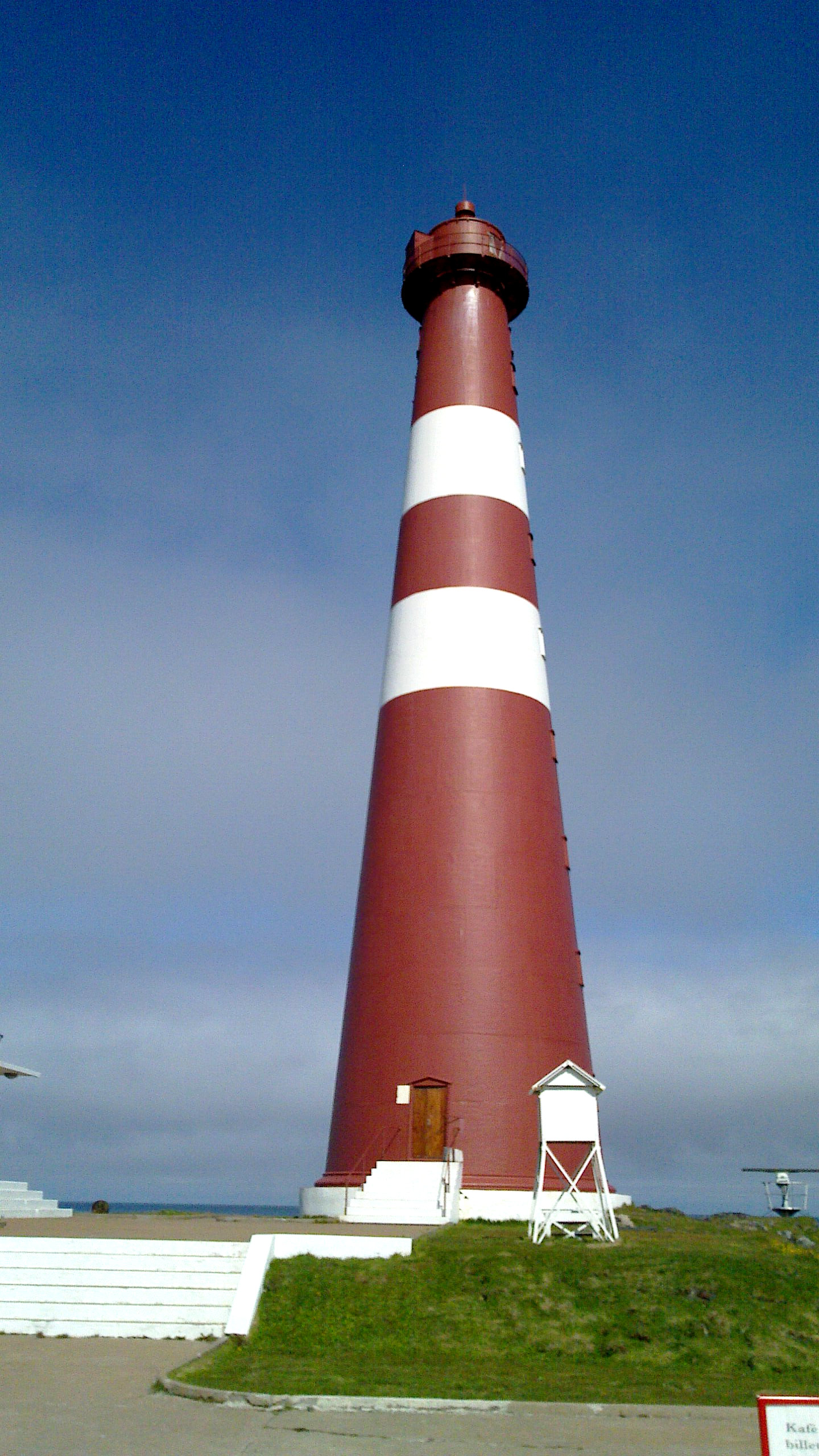
Slettnes

- Phare de Bøkfjord *
- Phare de Vardø *
- Phare de Makkaur *
- Phare de Kjølnes *
- Phare de Slettnes *
- Phare d'Helnes
- Phare de Fruholmen
- Phare de Fuglenes

## Troms

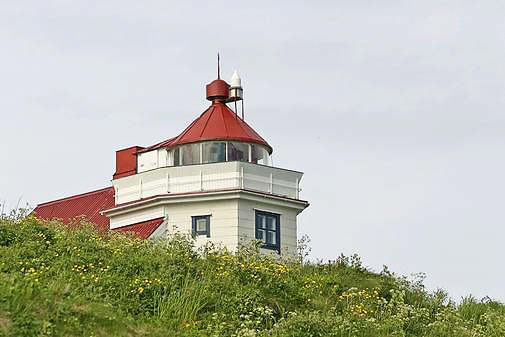
Hekkingen

- Phare de Fugløykalven *
- Phare de Torsvåg
- Phare d'Hekkingen *
- Phare de Stonglandseidet

## Nordland

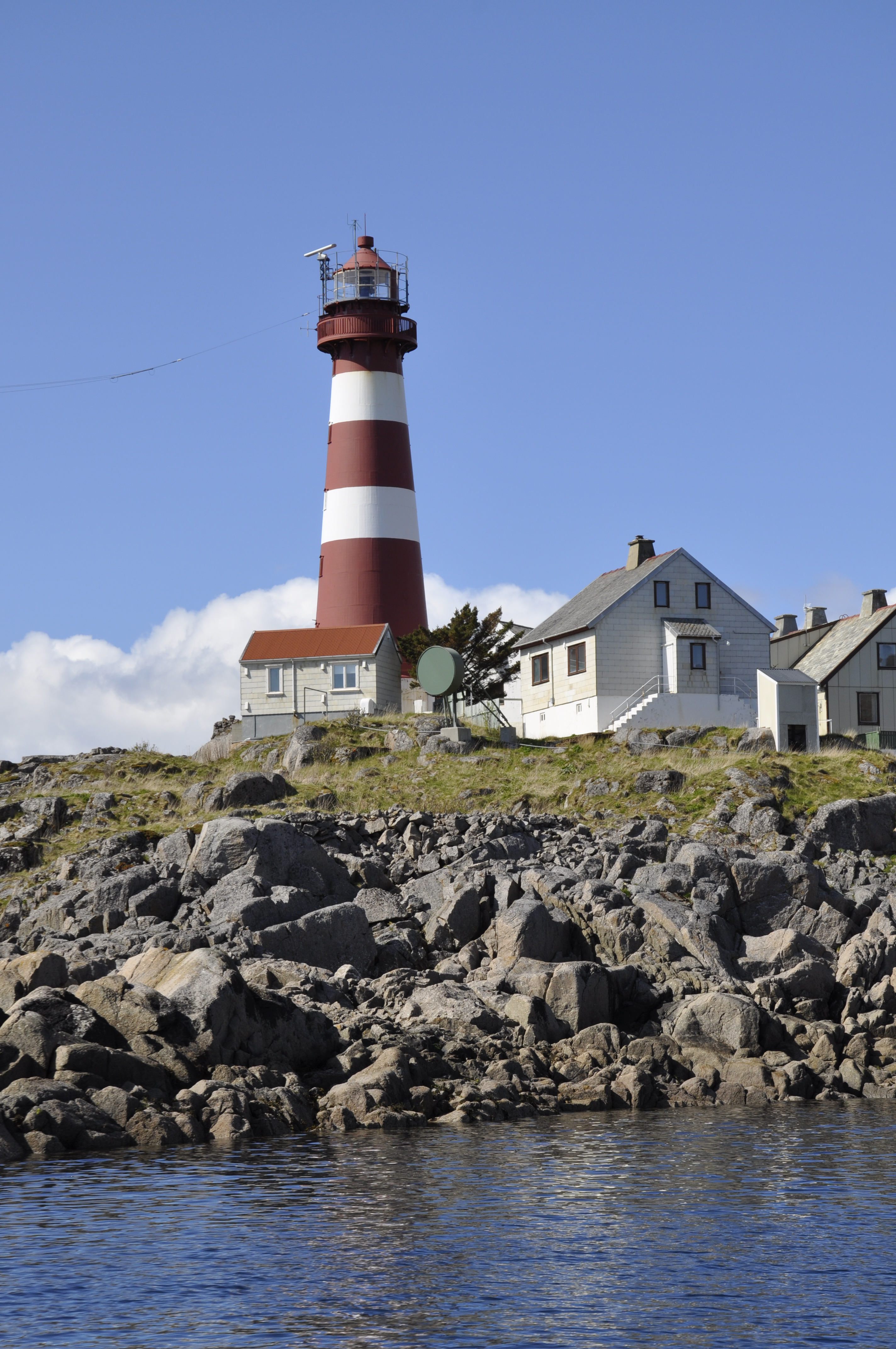
Skrova

| - Îles Vesterålen : - Phare d'Andenes * - Phare d'Anda * - Phare de Litløy - Îles Lofoten : - Phare de Skrova * - Phare de Svolvær (Inactif) - Phare de Moholmen - Phare de Glåpen - Phare de Værøy (Inactif) - Phare de Skomvær (Inactif) * - Phare de Lødingen - Phare de Rotvær - Phare de Barøy - Phare de Tranøy * - Phare de Flatøy * | - Phare de Måløy-Skarholmen * - Phare de Bjørnøy - Phare de Landegode * - Phare de Grytøy - Phare de Tennholmen - Phare de Nyholmen * - Phare de Støtt (Inactif) - Phare de Kalsholmen - Phare de Myken * - Phare de Træna - Phare d'Åsvær * - Phare d'Ytterholmen - Phare de Skjelva (Inactif) - Phare de Bremstein * - Phare de Brønnøysund - Phare d'Uttorgflesa |

## Nord-Trøndelag

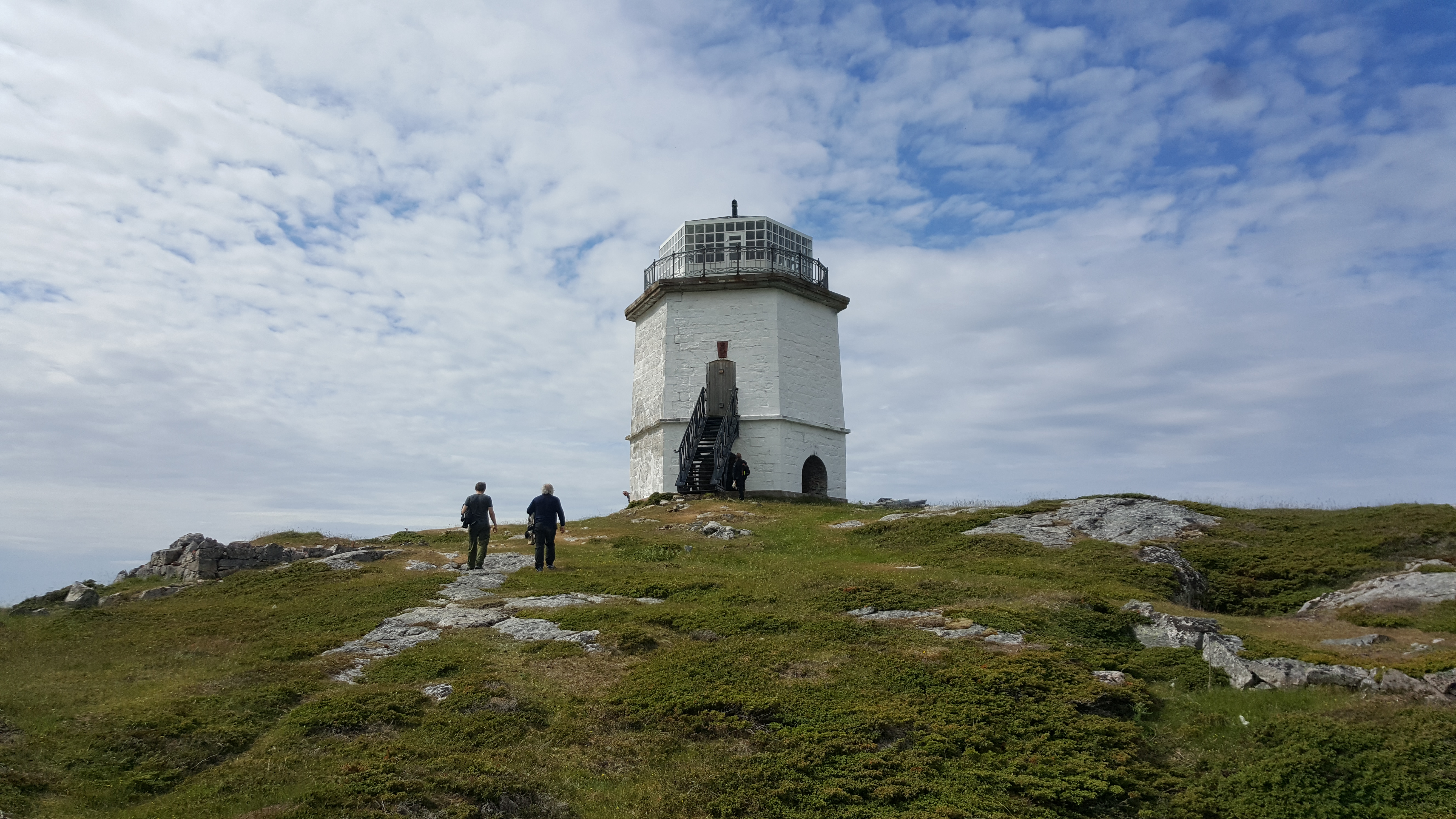
Villa

- Phare de Sklinna *
- Phare de Nordøyan *
- Phare de Nærøysund
- Phare de Gjæslingan
- Phare de Grinna
- Phare d'Ellingråsa
- Phare de Villa (Inactif) *

## Sør-Trøndelag

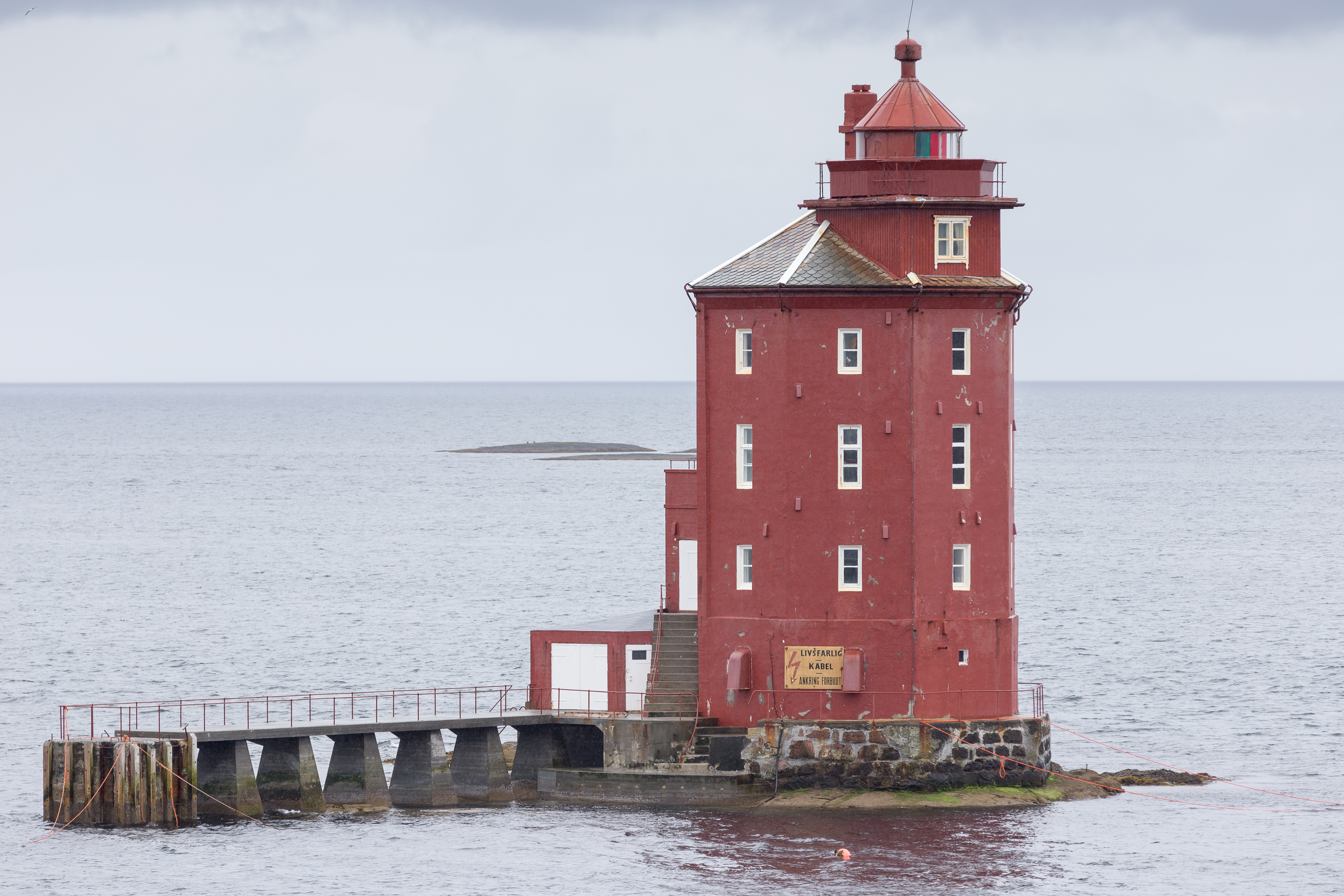
Kjeungskjær

- Phare de Buholmråsa *
- Phare de Kya *
- Phare de Kaura *
- Phare d'Halten *
- Phare d'Asenvågøy
- Phare de Finnvær
- Phare de Vingleia *

- Phare de Sula *
- Phare Kjeungskjær *
- Phare de Sletringen *
- Phare d'Agdenes
- Phare de Børøyholmen
- Phare de Terningen

## Møre og Romsdal

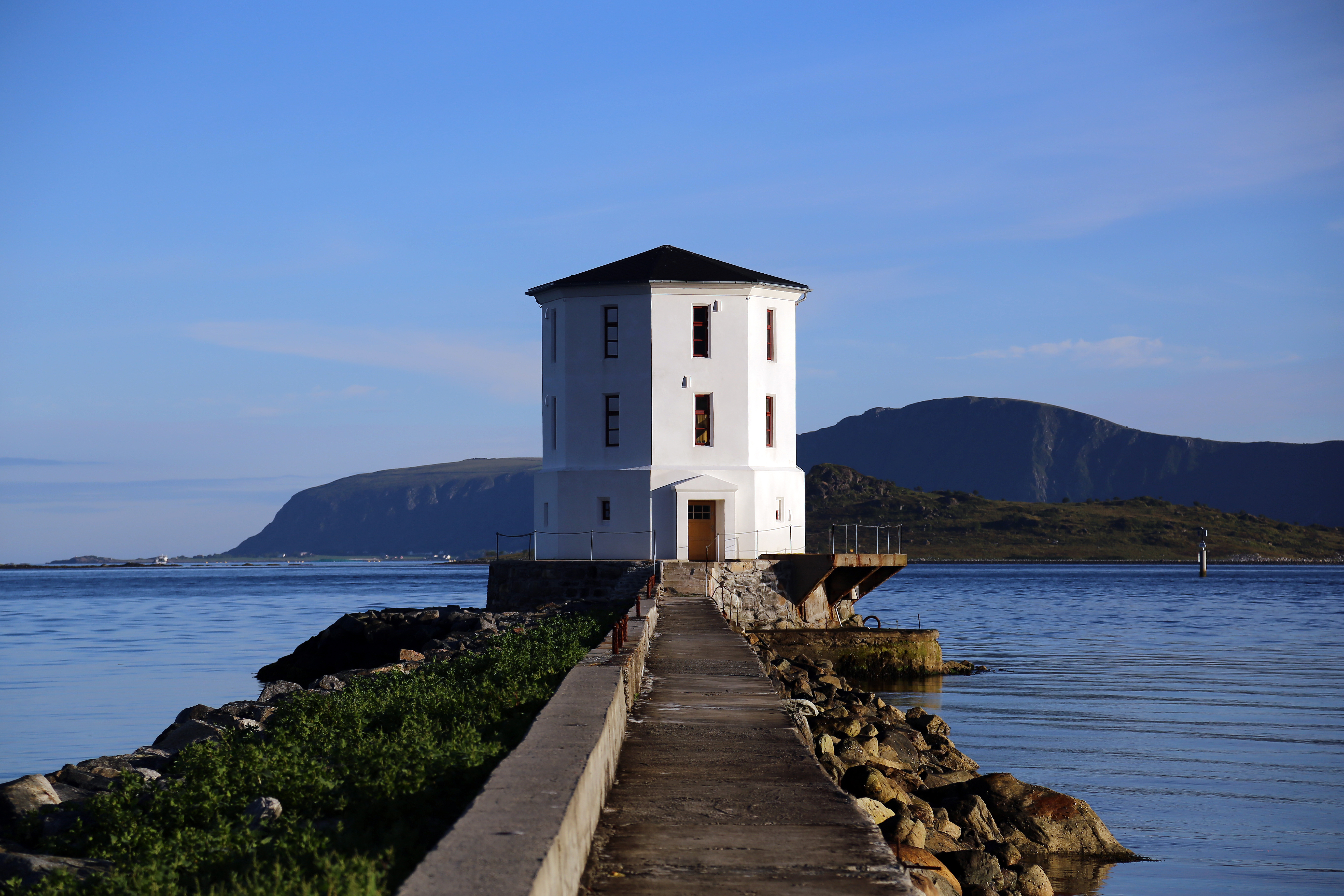
Lepsøyrevet

| - Phare d'Haugjegla * - Phare de Skalmen - Phare de Tyrhaug * - Phare de Grip * - Phare de Stavenes * - Phare d'Hestskjær * - Phare de Kvitholmen * - Phare de Bjørnsund * - Phare de Flatflesa * - Phare d'Ona * - Phare de Rødholmen (Démoli) - Phare d'Ulla * | - Phare d'Hellevik * - Phare de Lepsøyrevet (Inactif) * - Phare de Storholmen * - Phare d'Erkna * - Phare d'Alnes * - Phare d'Høgsteinen * - Phare de Grasøyane * - Phare de Runde * - Phare de Flåvær * - Phare d'Haugsholmen - Phare de Svinøy * |

## Sogn og Fjordane

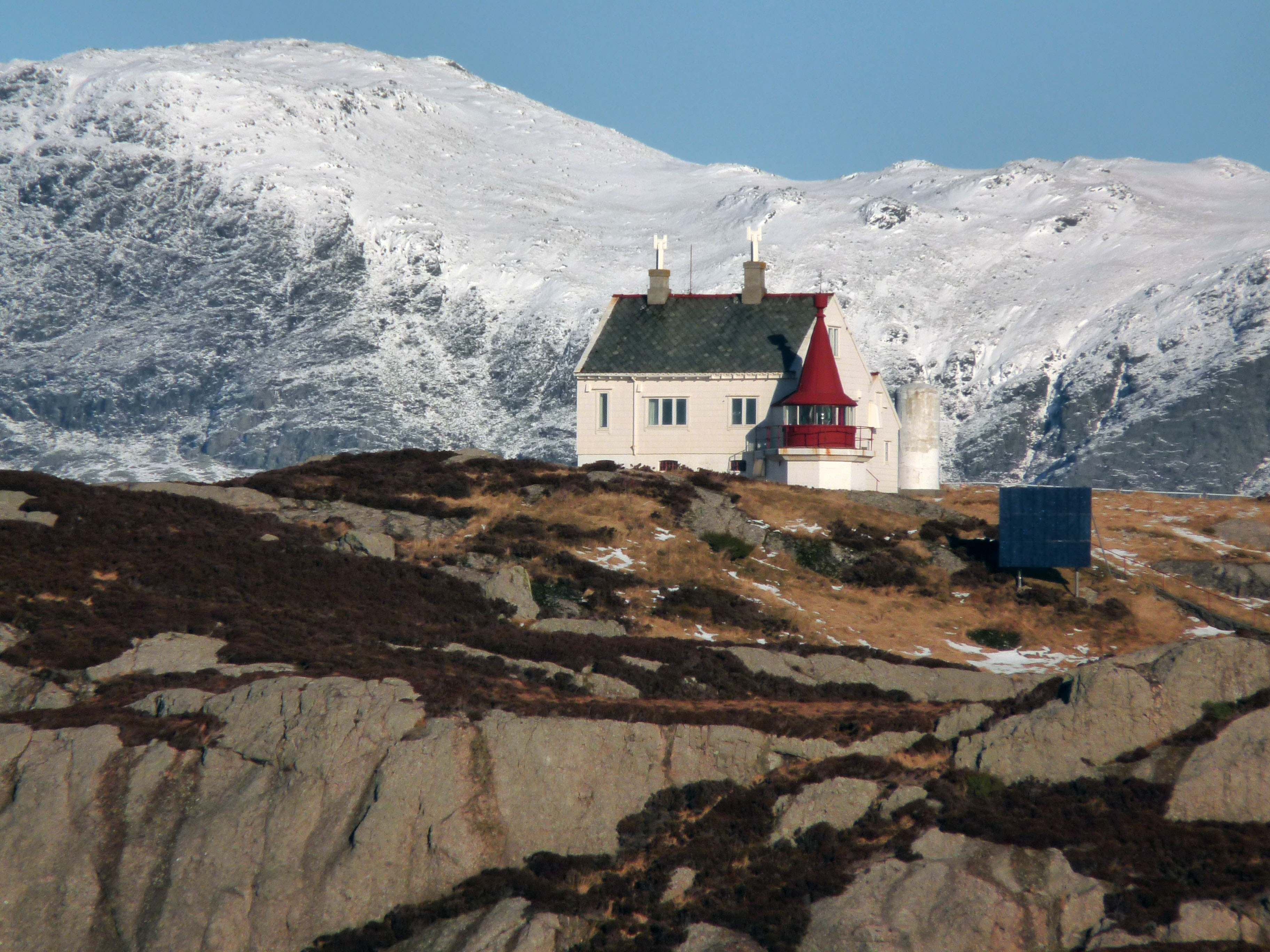
Geita

- Phare de Skongenes
- Phare de Kråkenes
- Phare d'Ulvesund
- Phare d'Hendanes
- Phare de Kvanhovden
- Phare de Stabben *
- Phare d'Ytterøyane *
- Phare de Geita *
- Phare d'Utvær *

## Hordaland

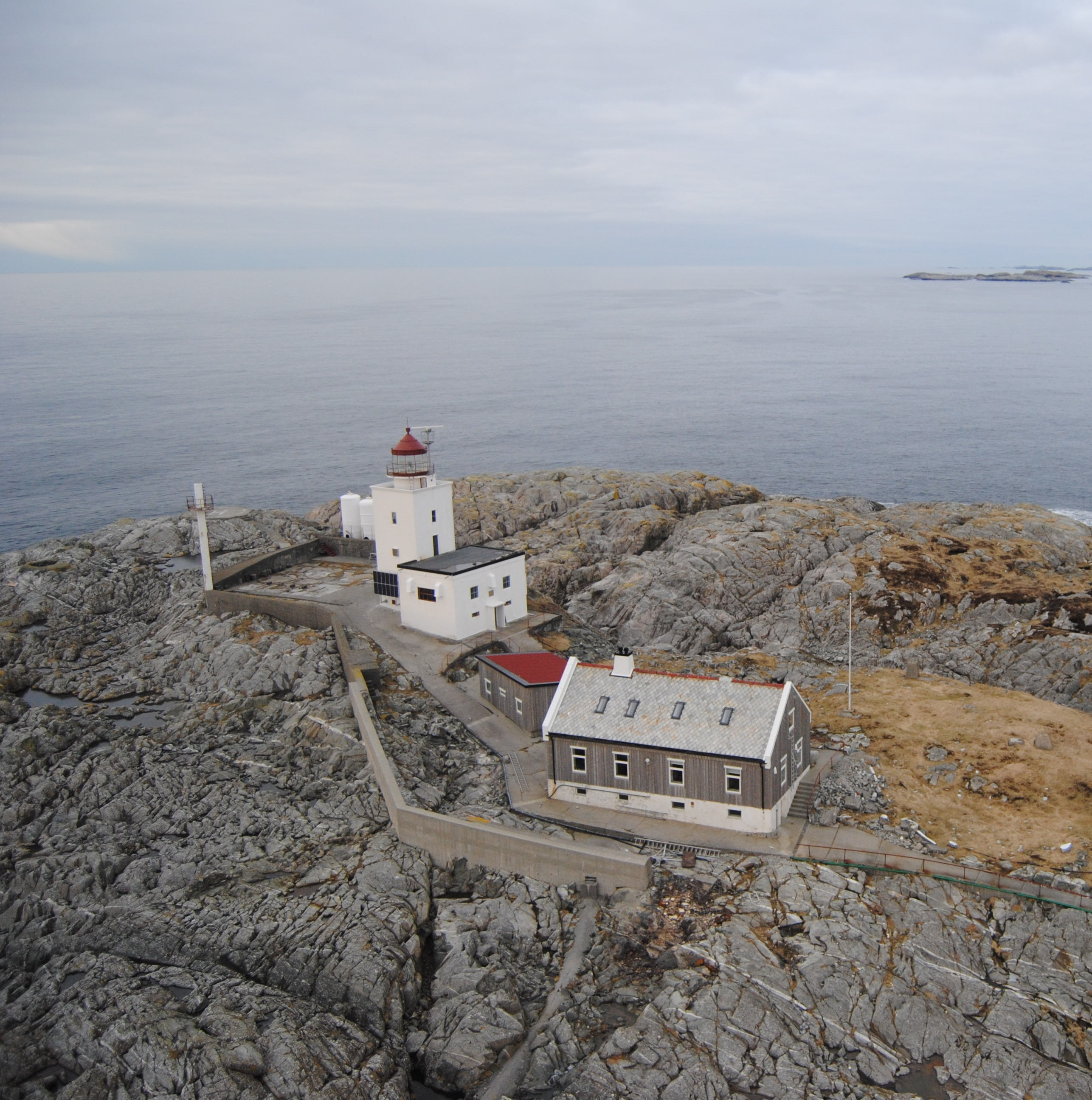
Phare de Marstein

- Phare d'Holmengrå
- Phare de Marstein
- Phare d'Hellisøy *
- Phare d'Økshamaren *
- Phare de Slåtterøy *
- Phare de Ryvarden

## Rogaland

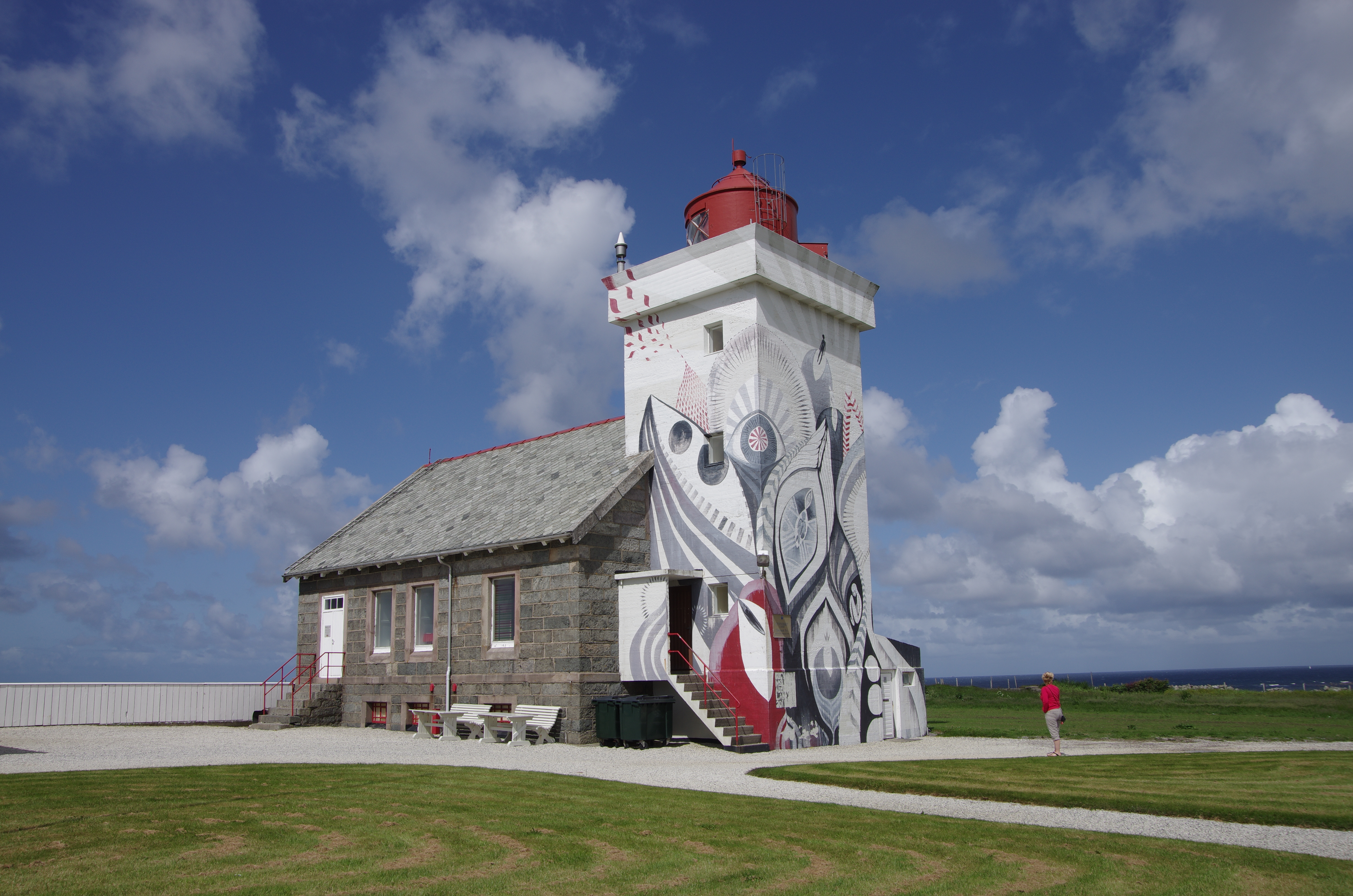
Phare d'Obrestad

| - Phare de Røværsholmen * - Phare de Sørhaugøy * - Phare de Geitungen * - Phare de Skudenes * - Phare d'Høgevarde (Inactif) * - Phare d'Utsira * - Phare de Fjøløy - Phare de Tungenes (Inactif) * | - Phare de Kvitsøy * - Phare de Flatholmen - Phare de Feistein * - Phare d'Obrestad * - Phare de Kvassheim - Phare d'Eigerøy * - Phare de Vibberodden - Phare de Lille Presteskjær - Phare de Vikeholmen |

## Agder
| - Vest-Agder : - Phare de Songvår - Phare de Ryvingen * - Phare de Hatholmen * - Phare de Lindesnes * - Phare de Markøy (Vestige) * - Phare de Søndre Katland - Phare de Lista - Phare de Varnes - Kristiansand : - Phare de Grønningen - Phare d'Odderøya - Phare d'Oksøy | - Aust-Agder : - Phare de Stangholmen - Phare de Lyngør - Phare de Rivingen - Phare d'Homborsund - Phare de Saltholmen - Phare de Søndre Katland - Arendal : - Phare de Lille Torungen - Phare de Ytre Møkkalasset - Phare de Store Torungen - Phare de Sandvigodden |

## Vestfold et Telemark
| - Phare de Bastøy - Phare de Mefjordbåen - Phare de Torgersøy * - Phare de Fulehuk - Phare d'Hollenderbåen - Phare de Færder | - Phare de Svenner - Phare de Stavernsodden - Phare de Tvistein - Phare de Langøytangen - Phare de Jomfruland - Phare de Stavseng - Phare de Strømtangen |

## Oslo
- Phare de Kavringen
- Phare de Dyna
- Phare d'Hegghomen

## ØstfoldetViken
- Phare de Digerudgrunnen (détruit)
- Phare de Filtvet *
- Phare de Gullholmen
- Phare de Homlungen *
- Phare de Steilene (inactif)
- Phare de Struten
- Phare de Strømtangen
- Phare de Torbjørnskjær *